# هولغر بيترسن
هولغر بيترسن هو منتج أسطوانات وملحن كندي، ولد في 23 نوفمبر 1949.